# Санчо IV (король Кастилии)
Санчо IV Храбрый (исп. Sancho IV el Bravo; 12 мая 1258 — 25 апреля 1295, Толедо) — король Кастилии и Леона с 1284 года, сын Альфонсо X Мудрого и Виоланты Арагонской.

## Биография

### Правление
Санчо был вторым сыном короля Альфонсо X. В 1275 году неожиданно умер его старший брат, Фернандо де ла Серда. По закону, установленному Альфонсо X, наследником королевской короны должен был стать старший из двух малолетних сыновей Фернандо — Альфонсо. Однако против этого выступил Санчо, который заручился поддержкой недовольной королём знати. Санчо указал на древний закон, по которому наследником должен был стать ближайший родственник короля, а также доказывал, что нельзя делать королём несовершеннолетнего. Для того, чтобы привлечь на свою сторону знать, Санчо пообещал ей значительные привилегии. В итоге король Альфонсо X был вынужден уступить сыну. Он внёс изменения в закон о престолонаследии, признав наследником Санчо, обойдя, таким образом, сыновей Фернандо де ла Серда.
Вдова Фернандо, Бланка Французская, с сыновьями бежала в Арагон, стремясь перетянуть на свою сторону короля Педро III Великого, но поддержки там не нашла. Более того, Педро III договорился с Санчо о поддержке и заключил обоих инфантов в крепость Хативу.
Но после того, как в поддержку племянников выступил король Франции Филипп III Смелый, брат Бланки, Альфонсо X снова изменил решение о наследстве. Он выделил Альфонсо де ла Серде часть королевства с центром в Хаэне в отдельное вассальное королевство, оставив остальную часть королевства Санчо. Однако такой раздел Санчо не устроил. И, поскольку Альфонсо X решение менять отказался, в 1281 году вспыхнул вооружённый конфликт между Санчо и королём.
Первоначально Санчо поддерживала большая часть знати, стремившаяся к независимости от центральной власти, а также духовенство и многие города. В 1282 году знать созвала кортесы в Вальядолиде, решив призвать на помощь маринидов. Однако вскоре многие сторонники Санчо стали переходить на сторону Альфонсо X. Но 4 апреля 1284 года король Альфонсо X умер в Севилье. Перед смертью он написал новое завещание, согласно которому Санчо объявлялся лишённым наследства. Королевскую корону должен был унаследовать старший из внуков Альфонсо X — Альфонсо де ла Серда. Кроме того, для двух младших сыновей Альфонсо X выделялись отдельные королевства: Хуан должен был получить Севилью и Бадахос, а Хайме — Мурсию.
Однако Санчо не признал нового завещания отца, объявив себя королём. Но часть знати отказалось признать Санчо, поддержав Альфонсо де ла Серда. Также Санчо отказался признать королём и его брат Хуан, претензии которого активно поддерживал Лопе Диас III де Аро, сеньор де Бискайя, на дочери которого был женат Хуан. Но Санчо предпринял ряд жестоких мер, чтобы подчинить себе непокорную знать. По его приказу Лопе де Аро был убит, а Хуан арестован. Многие сторонники Альфонсо де ла Серда были также убиты.
Вскоре Санчо простил Хуана, выпустив его на свободу, однако тот снова восстал в 1291 году и обратился за помощью к маринидам, однако успеха он не добился.
Санчо умер 25 апреля 1295 года. Согласно завещанию Санчо регентом при его малолетнем сыне Фернандо IV стала Мария де Молина, вдова Санчо. Тело Санчо было похоронено в кафедральном соборе Толедо.

### Браки и дети
Жена: с июля 1282 Мария Альфонсо де Молина Великая (ок. 1264 — 1 июля 1321), дочь инфанта Альфонсо Кастильского, сеньора де Молина, и Майор Альфонсо де Мендес. Дети:
- Исабель (1283 — 24 июля 1328); 1-й муж: с декабря 1291 или 1293 (не вступил в силу, аннулирован в 1295) Хайме II (10 августа 1267 — 5 ноября 1327), король Арагона; 2-й муж: с 1310 Жан III (8 марта 1286 — 30 апреля 1341), герцог Бретани
- Фернандо IV (6 декабря 1285 — 7 сентября 1312), король Кастилии и Леона с 1295
- Альфонсо (1286 — август 1291)
- Энрике (1288—1299)
- Педро (1290 — 25 июня 1319), сеньор де лос Камерос, Альмасан, Берланга, Монтеагудо и Сифуэнтес
- Фелипе (28 мая 1292 — 13/30 апреля 1327), сеньор де Кабрера и Рибера
- Беатрис (1293 — 25 октября 1359); муж: с 12 сентября 1309 Афонсу IV (8 февраля 1291 — 28 мая 1357), король Португалии

Также у Санчо было несколько любовниц, от которых он имел троих детей.
От Марии Альфонсо де Менесес, сеньоры де Урсео, вдовы сеньора Хуана Гарсия де Урсео, дочери Альфонсо де Менесеса и Майор Гонсалес Хирон:
- Виоланта Санчес де Кастилия (до 1280 — после 30 мая 1326); муж: с 1293 Фернандо Родригес де Кастро (ум. до 18 февраля 1316), сеньор де Лемос и Саррия

От Марии де Перес:
- Альфонсо Санчес де Кастилия; жена: Мария Диас де Харо, дочь Диего Лопеса де Харо и Терезы Альварес де Лара, вдова Нуно Диаса де Кастаньеды. После смерти мужа вышла замуж за Лопе де Мендоса

От неизвестной по имени любовницы:
- Тереза Санчес де Кастилия; 1-й муж: Родриго Жиль де Вильялобос (ум. после 1295); 2-й муж: Хуан Альфонсо де Мендес (ум. 1304), граф де Барсельос и сеньор де Альбукьерке